# Heilwurz
Die Heilwurz (Seseli libanotis), genauer Berg-Heilwurz genannt, ist eine Pflanzenart aus der Gattung Bergfenchel (Seseli) innerhalb der Familie der Doldenblütler (Apiaceae). Sie ist in Eurasien und  Nordafrika weitverbreitet.

## Beschreibung

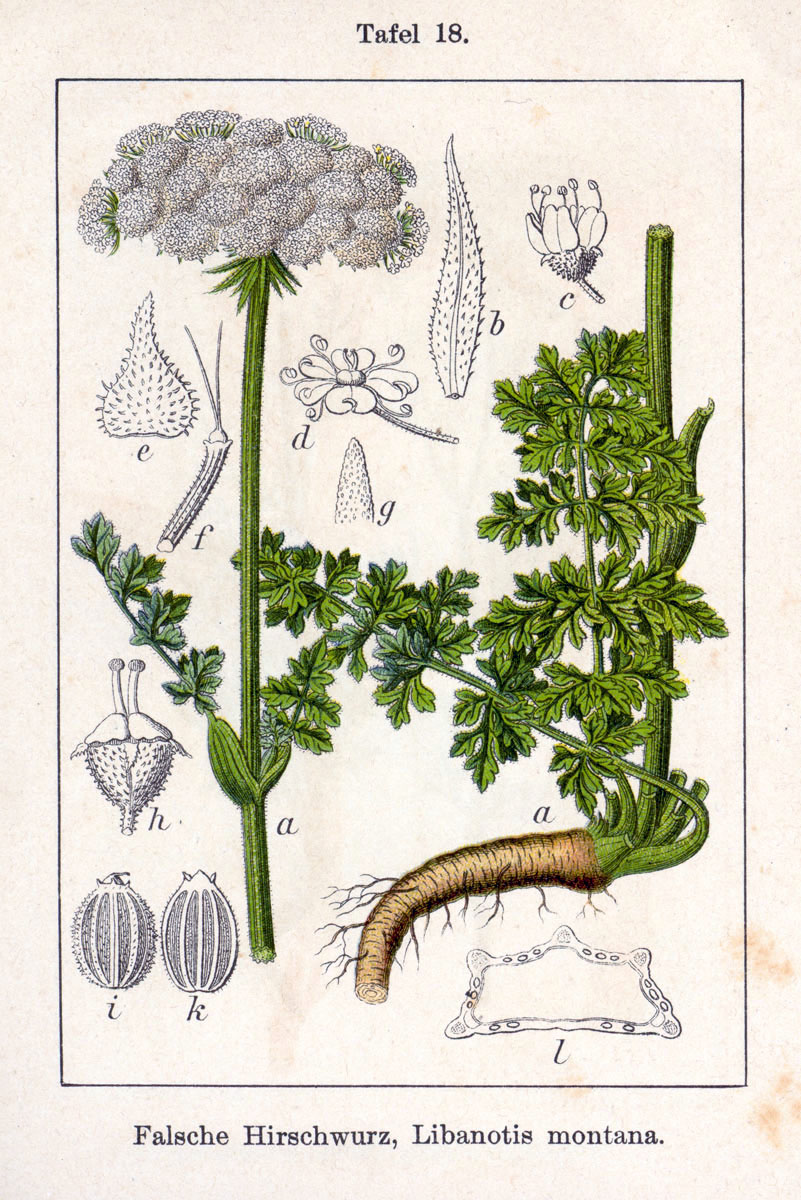
Illustration aus Sturm

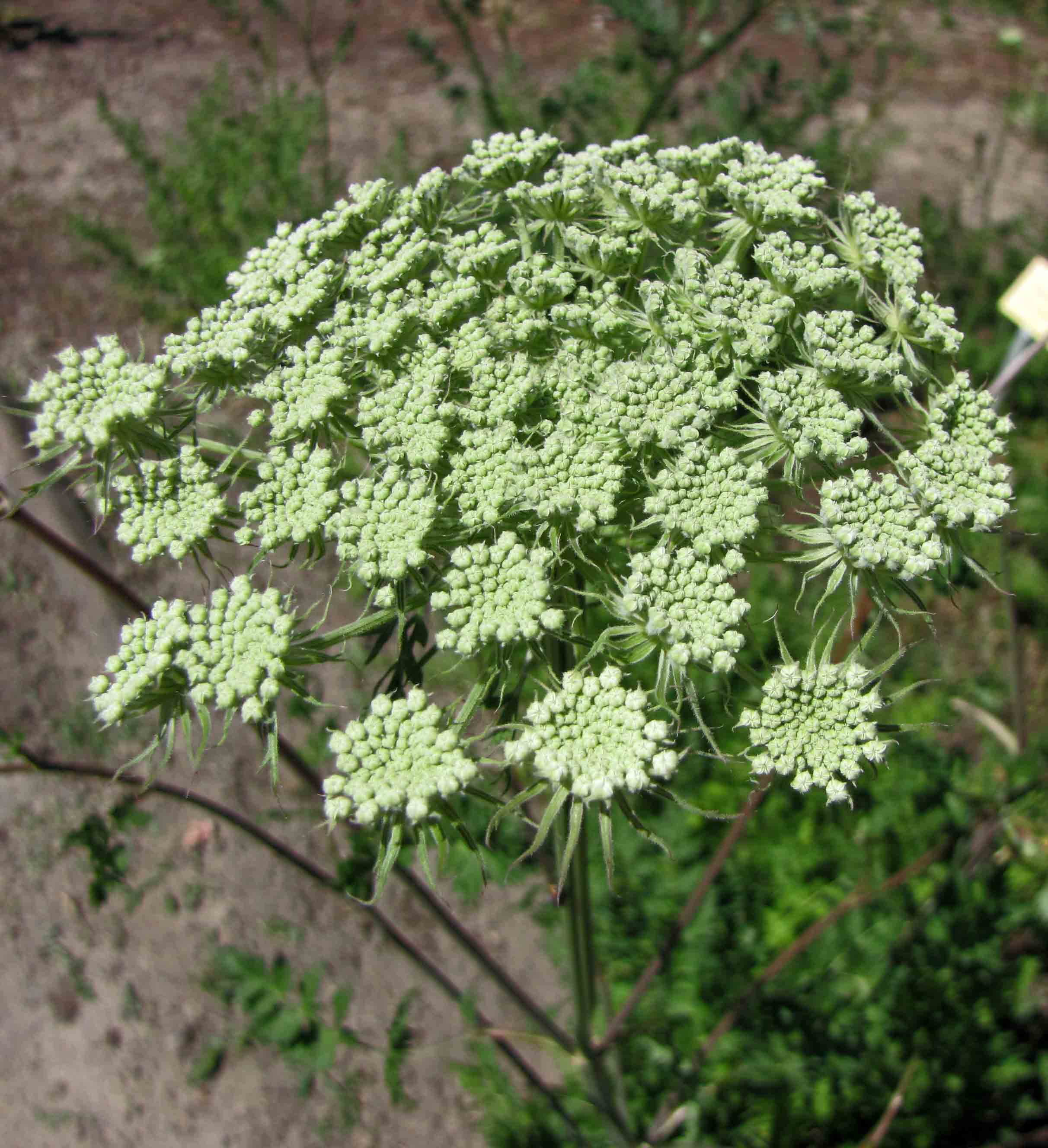
Doppeldoldiger Blütenstand

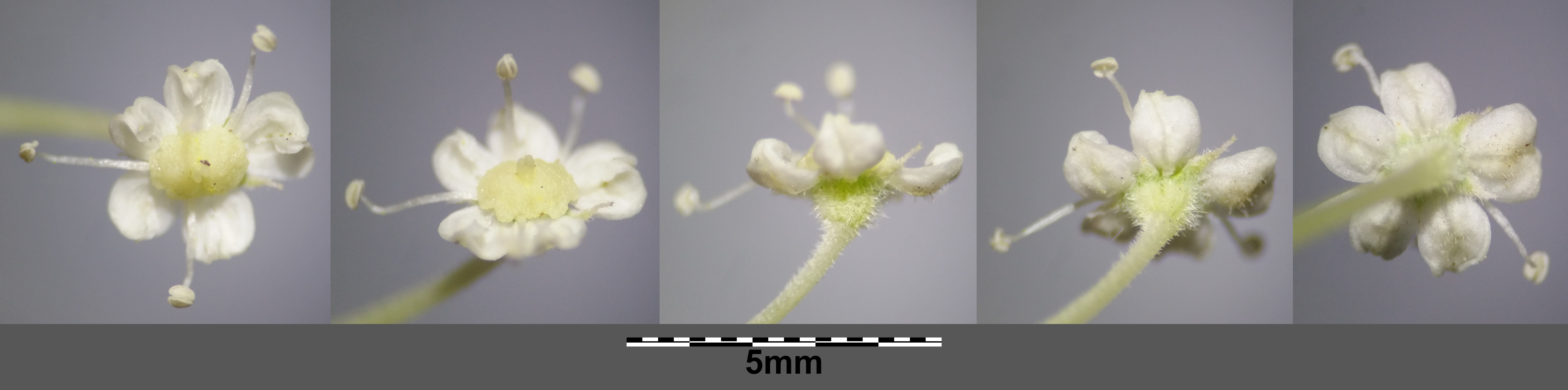
Blüten

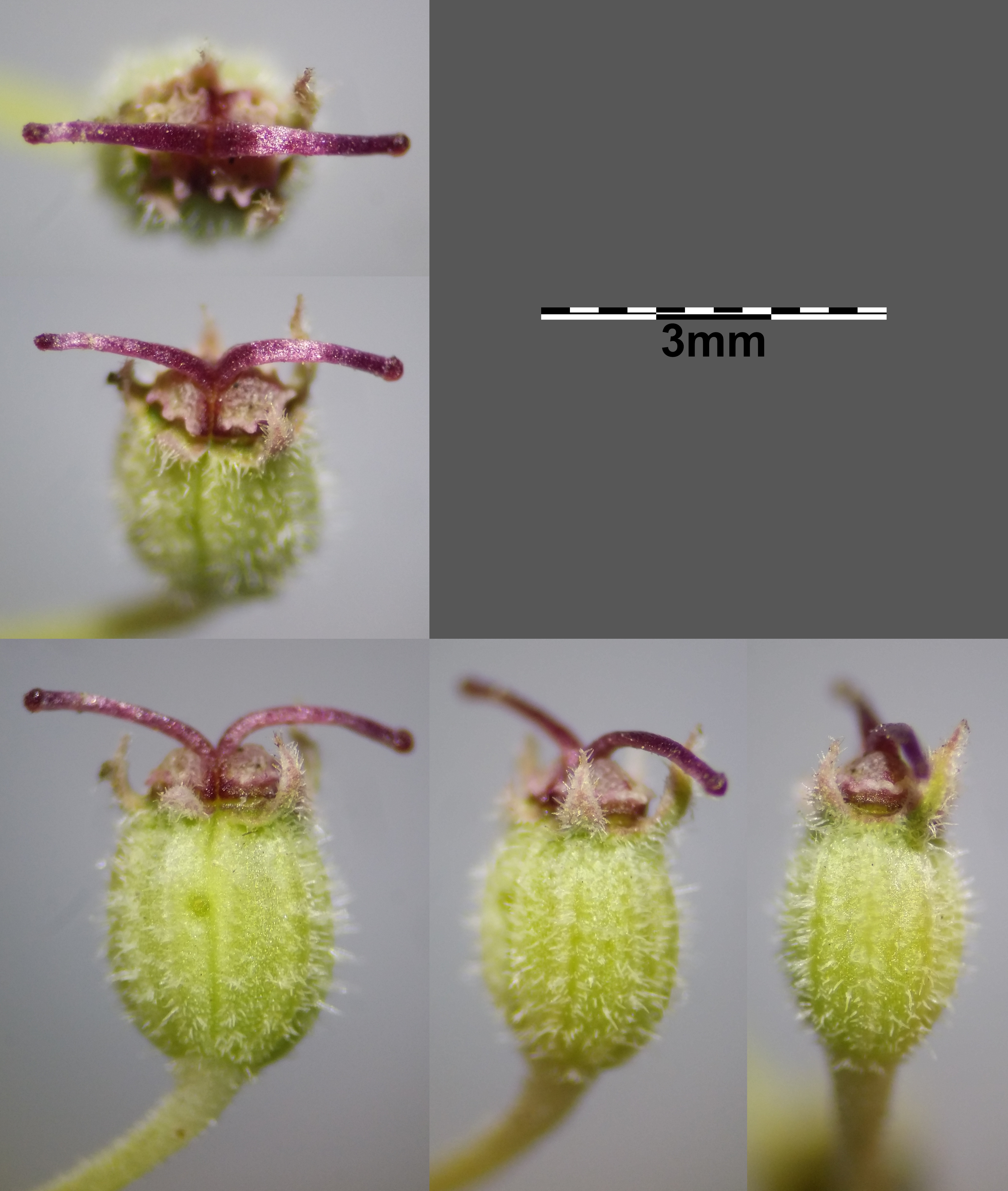
Junge Früchte

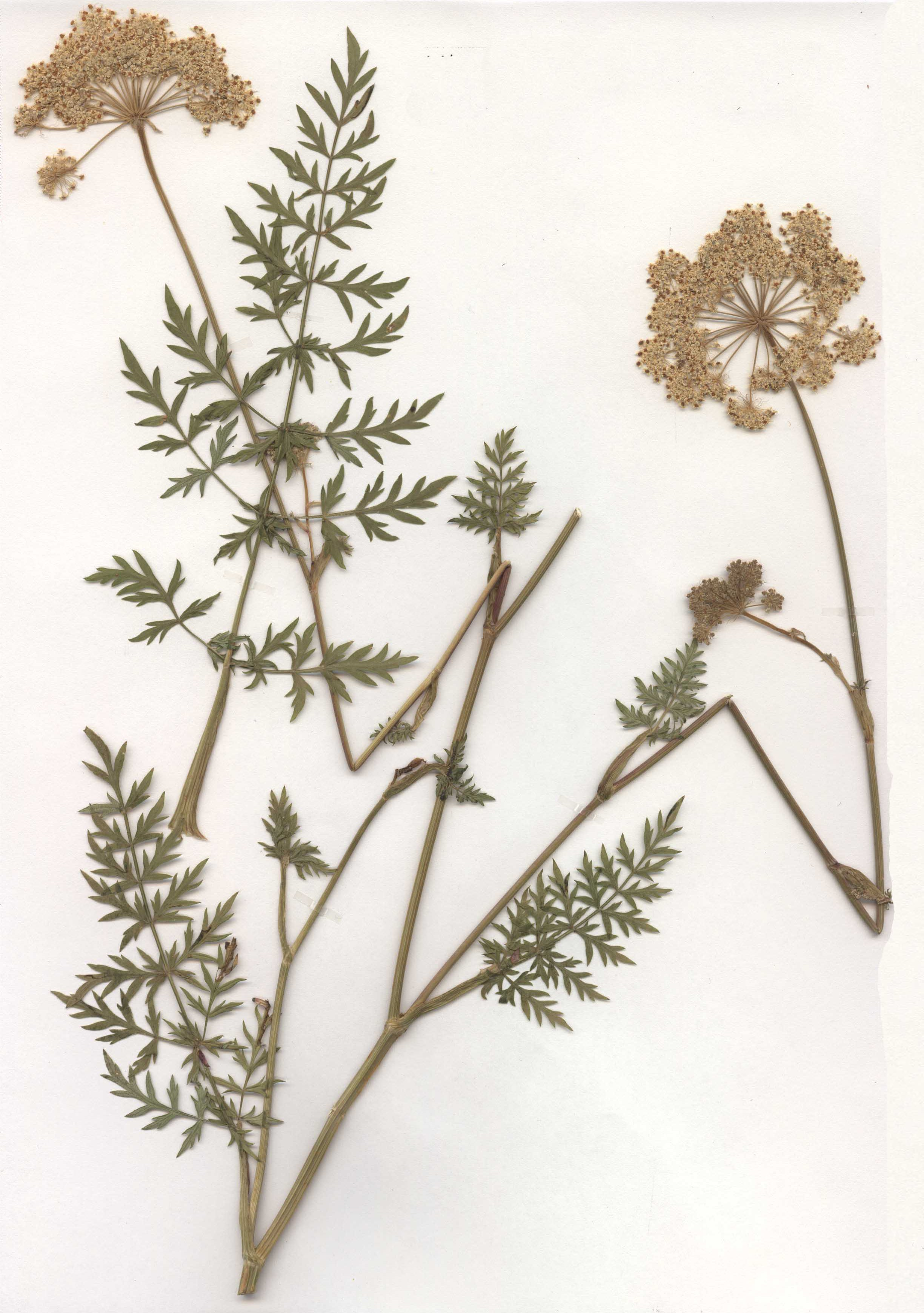
Herbarbeleg

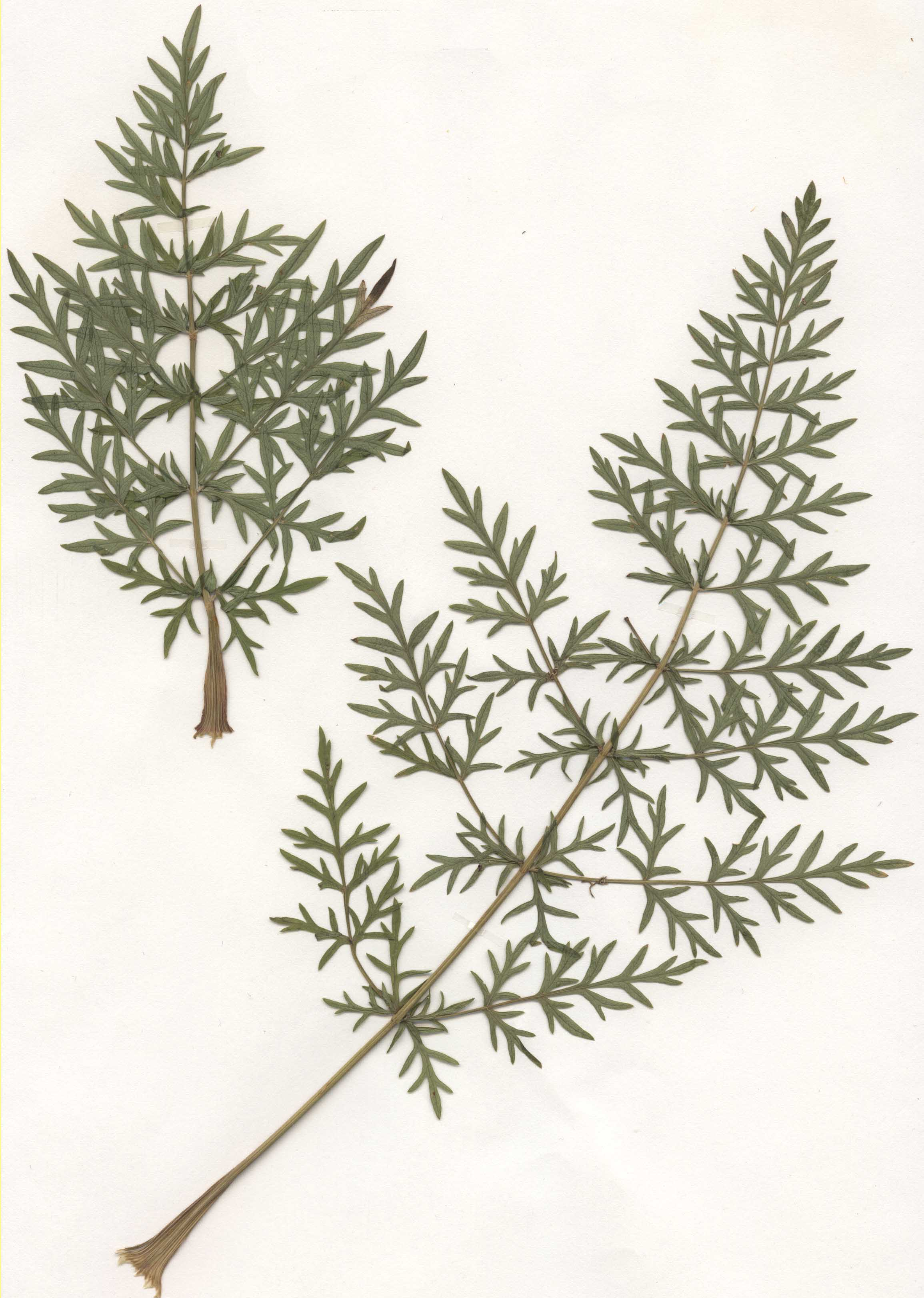
Herbarbeleg zweier Stängelblätter

### Vegetative Merkmale
Die Heilwurz ist eine sommergrüne, zwei- bis mehrjährige (bis zu 8 Jahre) krautige Pflanze und erreicht Wuchshöhen von 20 bis 120 Zentimetern selten bis zu 1,5 Metern. Sie entwickelt aus ihrer lang spindelförmigen bis fingerdicken Grundachse bis zur Blütenreife nur grundständige Laubblätter, die später als abgestorbene Reste einen Faserschopf bilden. Das Pflanzenexemplar stirbt nach der Samenbildung ab. Die oberirdischen vegetativen Pflanzenteile sind kahl. Der starr aufrechte, mit Mark gefüllte, reich verzweigte, scharfkantig gefurchte Stängel ist nur unterhalb der Blütenstände etwas behaart.
Die wechselständig angeordneten Laubblätter sind in Blattscheide, Blattstiel und Blattspreite gegliedert. Die grau-grünen Blattspreiten sind einfach bis doppelt oder dreifach gefiedert, die Fiederabschnitte eiförmig-lanzettlich, am Grunde keilförmig verschmälert und mit stachelspitzigem oberen Ende. Das unterste Fiederpaar kreuzt sich nahe der Blattrhachis. Die unteren Blätter sind gestielt mit einem auf der Oberseite rinnigen Stiel; die oberen sind auf der hautrandigen, an der Spitze kurz öhrchenförmig vorgezogenen Blattscheide sitzend.

### Generative Merkmale
Die Blütezeit reicht von Juni bis August. Der gewölbte doppeldoldige Blütenstand enthält 20 bis 40 Döldchen. Die Doldenstrahlen der Döldchen sind wie die Blütenstiele mehr oder weniger dicht abstehend bewimpert. Die jeweils zahlreichen Hüllblätter und Hüllchenblätter sind lanzettlich pfriemlich bis linealisch-pfriemlich und nicht verwachsen.
Die zwittrigen Blüten besitzen eine doppelte Blütenhülle. Die Kelchblätter sind bis zu 1 Millimeter lang und am Rand bewimpert. Die Kelchzähne fallen zur Fruchtreife ab. Die Kronblätter sind weiß, etwa 1 Millimeter lang und kahl oder am Rücken spärlich borstig. Die Griffel sind bis 1,5 Millimeter lang und mehrmals länger als das niedrige Griffelpolster.
Die gerippte Frucht ist bei einer Länge von 3 bis 4 Millimetern etwa doppelt so lang wie breit sowie eiförmig und dicht mit abstehenden kurzen Haaren (Trichome) besetzt.
Die Chromosomengrundzahl beträgt x = 11; es gibt mehr als eine Ploidiestufe und ermittelte Chromosomenzahlen sind 2n = 22 oder 44.

## Ökologie
Bei der Heilwurz handelt es sich um einen Hemikryptophyten.
Es erfolgt Bestäubung durch Insekten oder Selbstbestäubung.
Die Heilwurz ist plurienn-hapaxanth, d. h. die Pflanzenexemplare sterben nach der Fruchtreife ab. Die Ausbreitung der Diasporen erfolgt durch den Wind oder Klettausbreitung.
Pflanzengallen an der Heilwurz entstehen durch Jaapiella dittrichii, Kiefferia pimpinellae und eine Trioza-Art. Pilze, die auf der Heilwurz parasitieren sind Helotium herbarum, Leptosphaeria libanotis, Lophiostoma indisiosum, Mycosphaerella eryngii, Pleospora vulgaris, Puccinia bullata und Pyrenophora phaeocomoides.

## Vorkommen
Die Heilwurz ist in Eurasien von Spanien bis Sibirien und dem Iran und in Marokko weit verbreitet. In Europa kommt sie von Südeuropa (Spanien, Italien, Balkanhalbinsel) nordwärts bis zum südöstlichen England, dem südlichen Norwegen und dem Ostseegebiet vor.
Die Heilwurz kommt in Deutschland sehr zerstreut bis selten im mittleren und südlichen Teil des Gebiets vor. Selten ist sie auch im Ostseegebiet anzutreffen.
Die ökologischen Zeigerwerte nach Landolt et al. 2010 sind in der Schweiz: Feuchtezahl F = 2w (mäßig trocken mäßig wechselnd), Lichtzahl L = 4 (hell), Reaktionszahl R = 4 (neutral bis basisch), Temperaturzahl T = 3 (montan), Nährstoffzahl N = 2 (nährstoffarm), Kontinentalitätszahl K = 4 (subkontinental).
Seseli libanotis wächst in Deutschland in thermophilen Staudengesellschaften. Sie gedeiht am besten auf sonnigen bis schwach beschatteten, mäßig trockenen, kalkhaltigen, basischen Böden. Sie ist pflanzensoziologisch eine Charakterart des Verbands Geranion sanguinei.
Seseli libanotis scheint ganz außerordentlich unter Tritt zu leiden. Vielleicht ist dies mit dem einmaligen Blühen und mit der in diesem Zusammenhang notwendigen Verjüngung durch Sämlinge zusammenhängend. An häufiger von beispielsweise Kletterern begangenen Felsflächen fehlt die Heilwurz.

## Systematik
Die Erstveröffentlichung erfolgte 1753 unter dem Namen (Basionym) Athamanta libanotis durch  Carl von Linné in Species Plantarum, Tomus I, S. 244. Die Neukombination zu Seseli libanotis (L.) W.D.J.Koch wurde 1824 durch Wilhelm Daniel Joseph Koch in Nova Acta Physico-Medica Academiae Caesareae Leopoldino-Carolinae Naturae Curiosorum Exhibentia Ephemerides sive Observationes Historias et Experimenta ... Band 12 (1), S. 111 veröffentlicht. Weitere Synonyme für Seseli libanotis (L.) W.D.J.Koch sind: Athamanta sibirica L., Crithmum pyrenaicum L., Libanotis daucifolia (Scop.) Rchb., Libanotis intermedia Rupr., Libanotis montana Crantz, Libanotis pyrenaica (L.) Bourg., Seseli sibiricum (L.) Garcke, Libanotis montana subsp. leiocarpa (Heuff.) Soó und Seseli libanotis subsp. atlanticum Maire.
In der Exkursionsflora für Österreich, Liechtenstein und Südtirol von 2008 gibt zwei Unterarten, bei anderen Autoren sind es Synonyme:
- Seseli libanotis (L.) W.D.J.Koch subsp. libanotis: Sie tritt zerstreut auf trockenen Magerwiesen, in Rasenbändern im Fels und auf felsigen Hängen in der montanen bis subalpinen und teilweise in der alpinen Höhenstufe in den Bundesländern Kärnten, Niederösterreich, Oberösterreich, Salzburg, der Steiermark und Tirol auf.
- Seseli libanotis subsp. intermedium (Rupr.) P.W.Ball (Syn.: Libanotis intermedia Rupr.): Sie tritt in Österreich zerstreut aber lokal häufig auf trockenen Magerwiesen, auf halbruderalen Halbtrockenrasen und in trockenen Gebüschrändern in der collinen bis submontanen Höhenstufe in den Bundesländern Wien, dem Burgenland und Niederösterreich auf. Die Vorkommen beschränken sich auf das pannonische Gebiet.

## Medizinische Verwendung
Die Heilwurz oder auch Weihrauch-Bergfenchel genannt (Seseli libanotis), wurde schon im Altertum als Heilmittel (etwa in der Materia medica von Pedanios Dioskurides, zum Beispiel als menstruationsfördernd/fruchtabtreibend, bei Gebärmutterkrämpfen, Atemnot, chronischem Husten, Leibschmerzen, Eingeweideleiden, rezidivierendem Fieber und als erwärmend) empfohlen. Wegen der Verwechslungsgefahr mit anderen, teils hochgiftigen Doldenblütlern wie den Schierling-Arten wird von der Verwendung selbstgesammelter Wildpflanzen aber abgeraten.

## Bilder

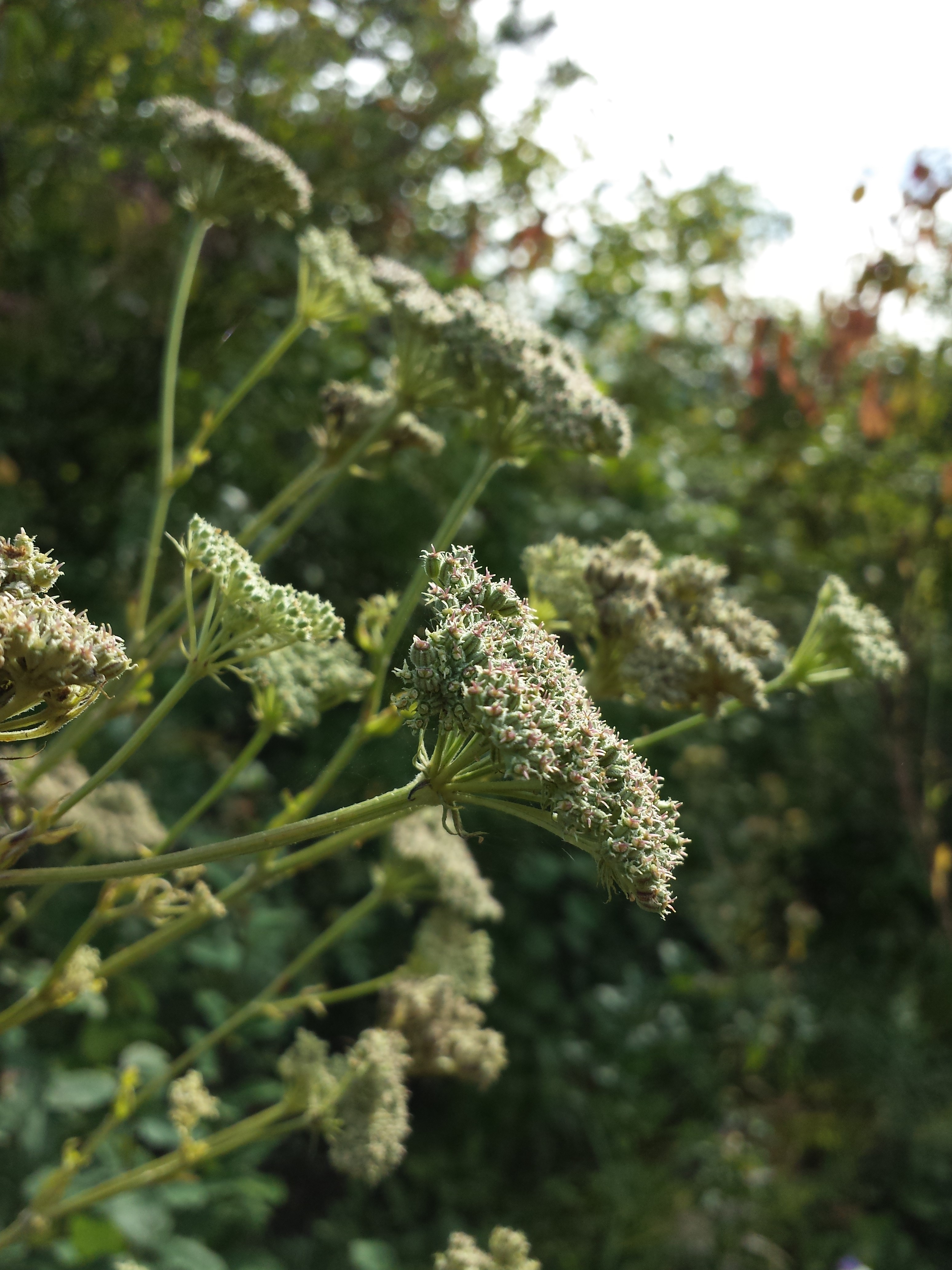
Doppeldoldige Blütenstände
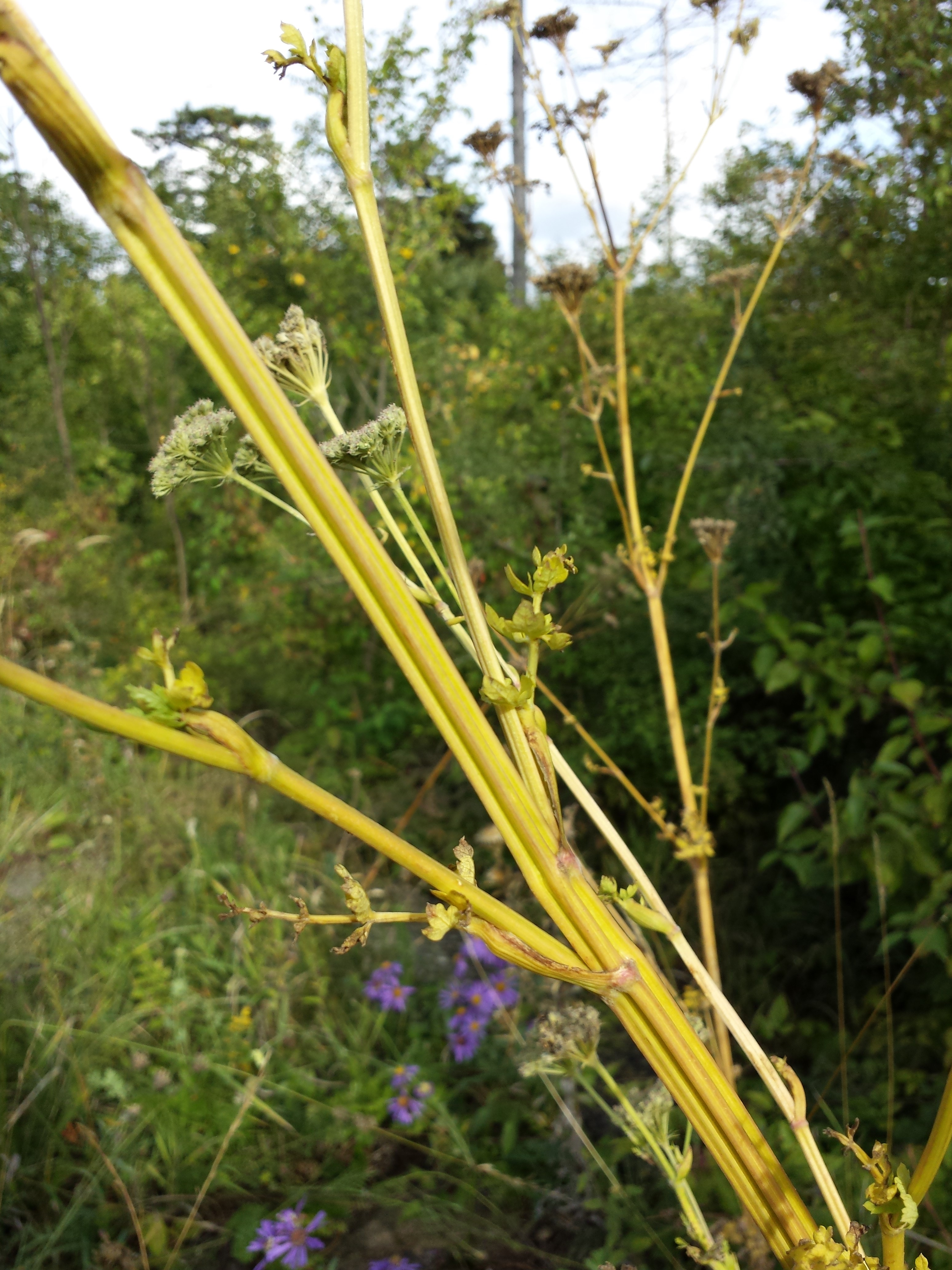
Der Stängel ist auffallend stark kantig gefurcht
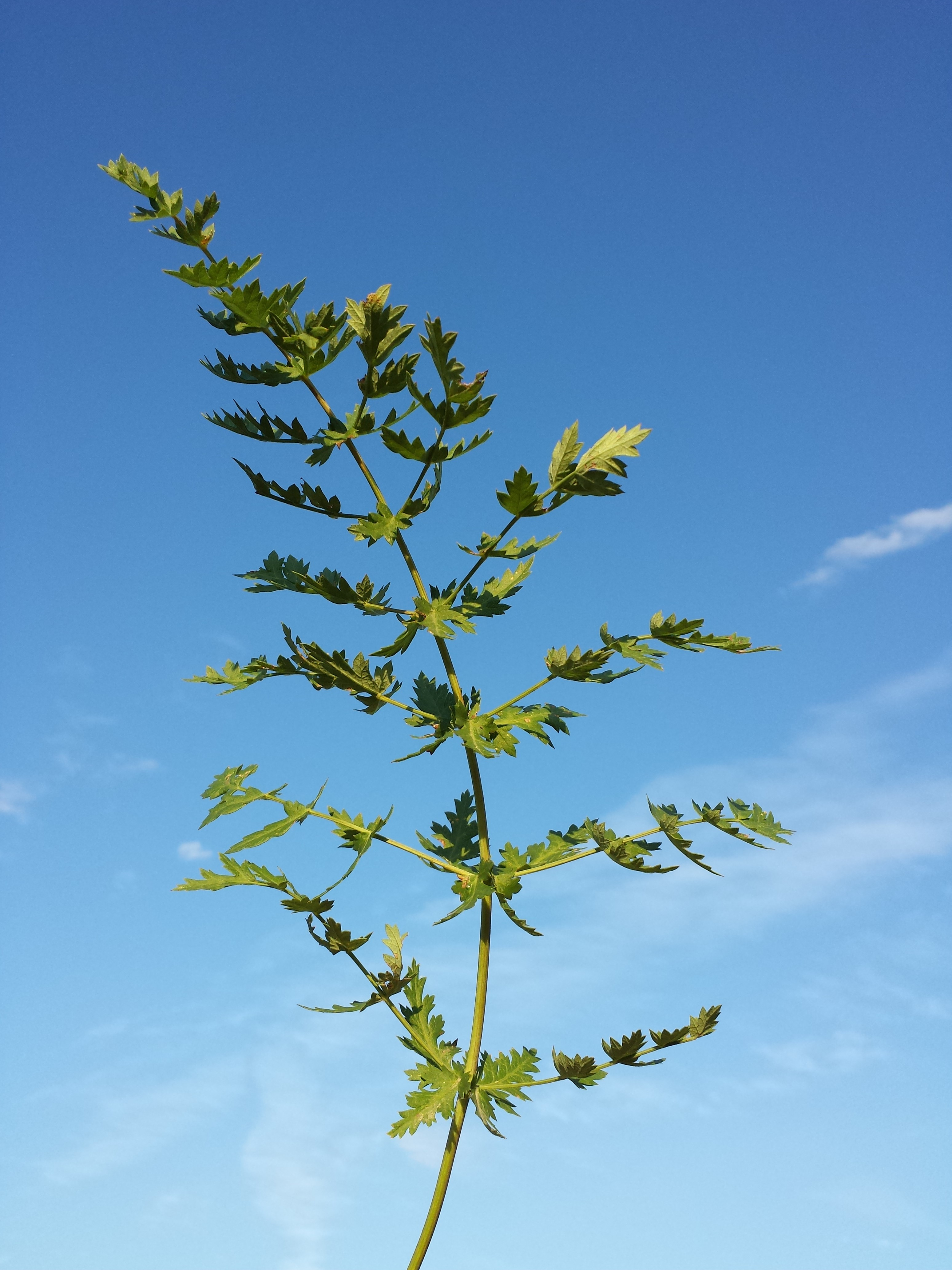
Laubblatt mit mehr oder weniger dreieckigen Zipfeln
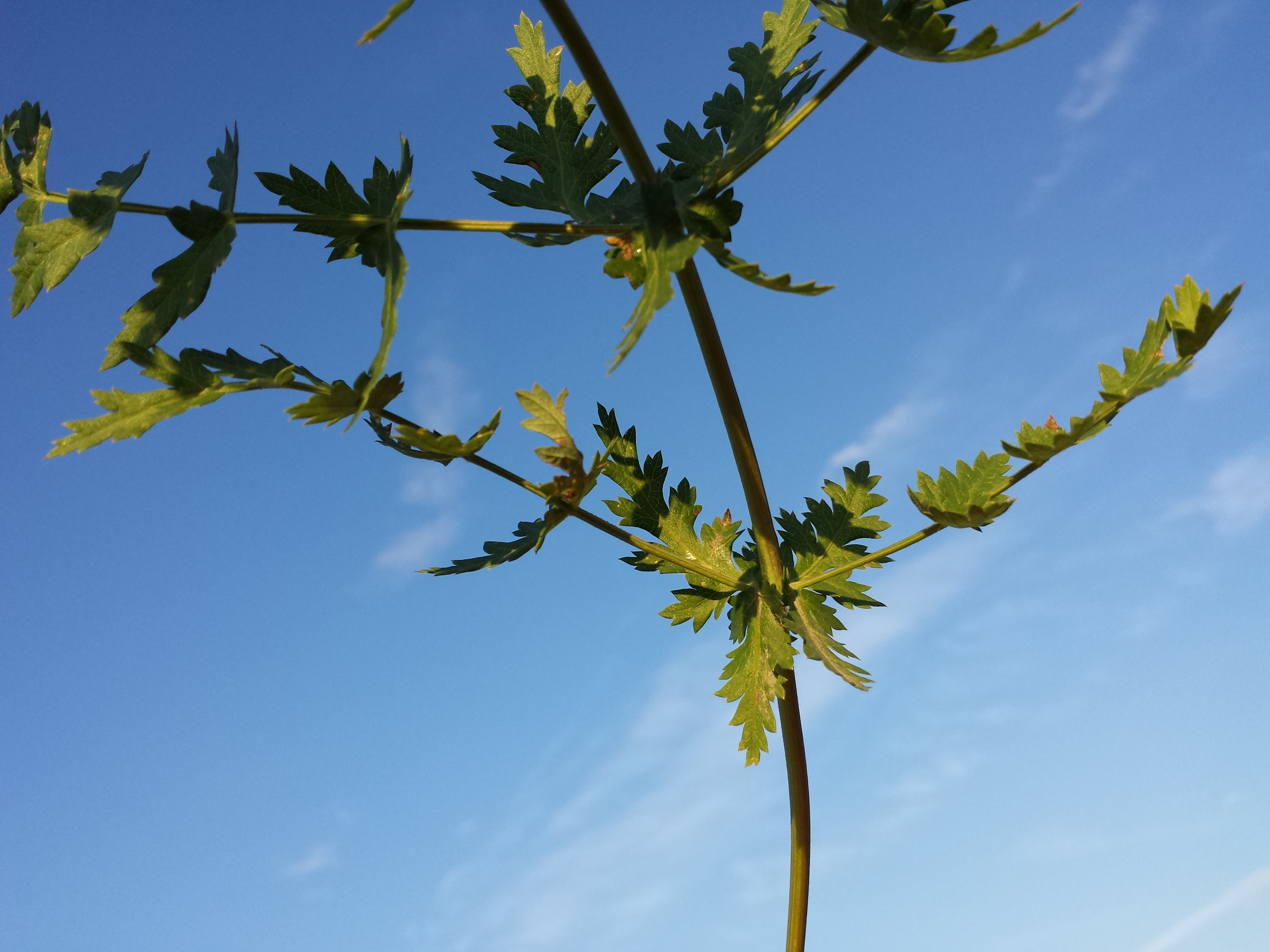
Die Fiedern erster Ordnung sind ungestielt und daher bilden die untersten Fiedern zweiter Ordnung ein auffallendes Kreuz